# 中华人民共和国最高人民法院特别军事法庭
中华人民共和国最高人民法院特别军事法庭，是1956年中华人民共和国最高人民法院为审判日本战犯而设立的特别军事法庭，分别在辽宁省沈阳市和山西省太原市开庭审判了45名在抗日战争中犯有罪行的日本战犯。

## 背景
1945年8月15日，日本宣布无条件投降。不久，苏联、美国等同盟国根据《开罗宣言》、《波茨坦公告》精神，达成审判日本战犯的协议。在东京设立远东国际军事法庭，审判了甲级战犯。乙级、丙级战犯分别由各受害国审判。1945年11月6日，中国国民政府成立“战争罪犯处理委员会”。1946年，该委员会草拟《战争罪犯审判办法》等文件。民国34年（1945年）12月16日起，至民国35年（1946年）5月1日止，先后在北平、沈阳、南京、广州、济南、汉口、太原、上海、徐州、台北10个城市设10个专门审判日本战犯的军事法庭。其中，第二战区审判日本战犯军事法庭于民国35年（1946年）1月1日在太原设立。民国35年（1946年）11月8日，第二战区审判日本战犯军事法庭在太原地方法院开庭。这次审判共审理案件16起，审结12起。其中判处死刑2起（柿副喜治、白岩政夫），判处无期徒刑及10年以上有期徒刑8起，宣告无罪4起。前日本山西派遣军中将司令官澄田睐四郎等4起因阎锡山的包庇而未能审结。此后，阎锡山利用这些战犯为其服务，这些战犯实际未受惩处。
1945年8月9日，苏联红军发动八月风暴，向侵占中国东北的日本关东军发动进攻。8月22日，日本关东军总司令山田乙三和参谋长秦彦三郎按苏联远东军总司令华西列夫斯基元帅的命令，率关东军97名将领和1500名校佐，向苏联红军投降。随后，苏联红军将日本关东军军官及其他日本战俘押至内蒙古的王爷庙、苏联赤塔，最后关押在苏联伯力（即哈巴罗夫斯克）的第45特别收容所。
到1949年末，除因伤、病而死在战犯收容所者之外，绝大多数日本战俘已被分批释放回日本。剩下3,000多名日本战俘是经苏军有关部门调查、审讯后，甄别出来的在侵华战争期间犯有罪行的战争罪犯，其中2,000多名已被苏联军事法庭判刑，尚有近千名战犯羁押在苏联海参崴和伯力的战犯收容所。
中华人民共和国成立后，1950年毛泽东、周恩来访问苏联期间，与苏联外交部长维辛斯基谈到伯力的日伪战俘问题，并商定于1950年下半年由苏联向中国移交日伪战俘。1950年6月，苏联驻中国大使罗申告知中国政府，苏联方面准备向中国移交战犯。中国政府决定由中央人民政府外交部和东北人民政府共同研究接受战俘的具体问题。中苏双方商定在中国黑龙江省绥芬河站交接。交接完成后，押解近千名日本战犯的火车自绥芬河经牡丹江、哈尔滨、长春，于7月21日凌晨3点抵达辽宁抚顺，押入抚顺战犯管理所。自此中国开始对这批日本战犯的教育改造、审判及处理工作。周恩来遵毛泽东指示，很快召见中央人民政府公安部部长罗瑞卿、中央人民政府司法部部长史良，指示：“我们把这一批日伪战争罪犯接受关押起来，要做到一个不跑、一个不死！将来也可以考虑一个不杀。”

## 侦讯
1953年11月，根据国际形势的变化，中央拟处理在押的日本战犯。周恩来召见中央人民政府最高人民检察署和中央人民政府公安部负责人，责成最高人民检察署负责这项工作，公安部支援人力。领受任务后，最高人民检察署副检察长高克林主持召开了中共最高人民检察署党组会议。会议研究决定组建一个专门机构开展该工作。该工作由谭政文副检察长分管，由办公厅主任、党组成员李甫山具体组织实施。
在为研究侦讯工作而召开的会议上，鉴于中共最高人民检察署党组决定组建一个专门机构开展侦讯，为保密起见，做会议记录的学员吴建璞提出叫“东北工作团”，获得大家赞同，上报中共最高人民检察署党组通过，决定成立“最高人民检察署东北工作团”，简称“东北工作团”或“工作团”。工作团作为侦讯日本战犯和“伪满汉奸”的专门机构，在中共最高人民检察署党组的领导下，实行委员会负责制。工作团设主任委员一名（李甫山），副主任委员两名（权维才、白步洲、井助国），委员若干名（汤文、黄华山、冯荣昌、孙明斋）。委员会下设办公室、三个侦讯室，其中第一侦讯室侦讯日本军队系统战犯，第二侦讯室侦讯在满洲国任职的日本军政警宪战犯，第三侦讯室侦讯满洲国汉奸。
1954年3月7日，工作团一行200多人全体移驻辽宁抚顺，这些侦讯人员与抚顺战犯管理所200余名管教工作人员会合后（抚顺战犯管理所归工作团统一领导），开始侦讯、管教日本战犯与满洲国汉奸。
在1062名在押日本战犯中，每人都犯有战争罪，但罪行类别杂乱。在职务级别上，有佐（校）级以上军官和满洲国荐任职以上官吏138名；有尉级以下军官和士兵以及满洲国委任职以下官吏799名。另有1945年日本投降后又参加蒋介石、阎锡山集团的日军将官7名，佐（校）官96名，尉官以下22名。工作团决定区别对待：对军队尉级以下官兵和满洲国行政委任职以下官吏，因罪行较轻，以教育为主，启发和引导其自觉认罪悔罪；对军队佐（校）级以上军官和满洲国荐任职以上官吏，因罪行较重，进行重点侦讯。其中对级别高、罪行大的个别对象，由工作团委员们分工亲自侦讯。
侦讯实施方案议定后，李甫山回北京向中共最高人民检察署党组汇报。党组认为可行。遵照周恩来指示，有关侦讯业务问题可直接请示彭真。于是，谭政文副检察长与李甫山一同到中央人民政府政务院，向中共中央政治局委员、政务院政治法律委员会副主任彭真请示。彭真听取侦讯实施方案后，对在战犯中开展“认罪检举运动”表示赞成。彭真指出：“应向其申明‘抗拒从严，认罪从宽’，对于敢于揭发检举的给予鼓励，促其交代犯罪线索，然后沿着线索进行查询，并进一步搜集证据定罪。”遵照彭真指示，工作团决定将认罪检举运动与审讯重点对象相结合，开展侦讯日本战犯与满洲国汉奸工作。
1954年3月17日，工作团召开“认罪检举动员大会”，正式开始侦讯工作。仅40多天，战犯与汉奸们便交代出有价值的检举材料2,000多件及若干重要的罪行线索。尉级以下军官和士兵以及满洲国委任职以下官吏对认罪检举尤其积极。工作团经过侦讯溥仪掌握了古海忠之的罪行材料，级别高、罪行大的古海忠之也公开认罪。1954年5月20日下午，召开了古海忠之公开认罪的大会，在押日本战犯和满洲国汉奸全部参加。古海忠之公开认罪后，在战犯中间产生很大震动，战犯特别是将佐（校）级战犯消极抗拒的局面被扭转，他们普遍开始认罪。根据战犯交代的犯罪线索及证词、口供，工作团先后派出50多人分赴黑龙江省、吉林省、辽宁省、内蒙古自治区、河北省、山东省、山西省、北京市、天津市及长江中下游一带等12个省、市调查取证。1954年10月底，基本完成了侦讯日本战犯的内查外调工作，共搜集到控诉书、证词、鉴定书、照片、日伪档案快报等物证2.8万多件。此后，侦讯工作转入复核审查阶段，工作团将大多数借调干部介绍回原单位，留下少数人员同中华人民共和国最高人民检察院（1954年9月由中央人民政府最高人民检察署改设）的检察人员共同开展复核审查，并对战犯、汉奸继续教育改造。
1954年末，中国红十字会会长李德全、顾问廖承志应邀访问日本。当时中华人民共和国同日本尚未建立外交关系，此访是红十字会间的高层访问。为做好对日工作，中央决定借此机会向日本公布在押战犯名单。战犯名单公布，以及允许战犯、汉奸与亲友通信等举措，对促进战犯与汉奸们的思想改造起了积极作用。经过对所有日本战犯的犯罪材料复核审查，李甫山回北京向最高人民检察院作了侦讯日本战犯复核审查报告。在最高人民检察院检察长张鼎丞的主持下，最高人民检察院决定对其中45名日本战犯提起公诉，并上报中央。不久，中央作出处理日本战犯的决定，决定起诉、审判一些罪行严重的战犯，从宽处理大批罪行较轻的战犯。中央决定，审判日本战犯工作由最高人民法院组成特别军事法庭公开审判。
1955年末，周恩来在听取最高人民检察院侦讯工作汇报时明确指示：“日本战犯的处理，不判处一个死刑，也不判一个无期徒刑，判有期徒刑的也要极少数。起诉书要把基本罪行搞清楚，罪行确凿后才能起诉，对犯一般罪行的不起诉。这是中央的决定。”中共中央这一决定，是经党内党外民主协商后所采取。各民主党派、全国工商联、无党派人士代表进行民主协商之初，意见不一，尤其是对“不判处一个死刑，也不判一个无期徒刑”存在很大争议，认为难以平民愤、抚民心。后经反复协商，各方根据国家战略方针，考虑日本现状、中日关系远景、战犯悔罪表现，逐步达成了上述共识。中共中央的决定传达后，准备参与审判的公检法人员，特别是有亲人曾受日本伤害者，一时难以理解。周恩来得知后，特别告诫他们的领导：“下级接受不了，主要是因为你们这些上级还没接受。再过20年，你们就会明白这项决定是正确的。”经过说服，参与审判的公检法人员逐步理解了这一决定。

## 审判准备
当时，中华人民共和国还没有制定刑法和刑事诉讼法，可供参考的法律仅有两个，即1948年11月1日中国人民解放军总司令朱德、副总司令彭德怀发布的《惩处战争罪犯的命令》，以及1951年2月21日中央人民政府公布施行的《中华人民共和国惩治反革命条例》，但是这两个法律均针对国内罪犯，无法作为审判国际战犯的法律依据。为此，有专家提出可提请全国人民代表大会常务委员会通过一个规定作为法律依据。1956年4月25日，第一届全国人民代表大会常务委员会第三十四次会议通过《中华人民共和国全国人民代表大会常务委员会关于处理在押日本侵略中国战争中战争犯罪分子的决定》（以下简称《决定》），中华人民共和国主席毛泽东于1956年4月25日明令公布。
第一届全国人民代表大会常务委员会第三十四次会议任命贾潜为特别军事法庭庭长。贾潜提出建议的特别军事法庭组成名单，也获得此次会议通过。此次会议通过的名单如下：
- 庭长：
  - 贾潜（最高人民法院审判委员会委员、刑事审判庭庭长）
- 副庭长：
  - 袁光（中国人民解放军军事法院副院长、军法少将）
  - 朱耀堂（最高人民法院刑事审判庭副庭长）
- 审判员：
  - 王许生（中国人民解放军军事审判庭审判员、军法上校）
  - 牛步东（中国人民解放军军事审判庭审判员、军法上校）
  - 徐有声（最高人民法院审判员）
  - 郝绍安（最高人民法院审判员）
  - 殷建中（最高人民法院审判员）
  - 张剑（中国人民解放军军事法庭审判员、军法上校）
  - 张向前（最高人民法院审判员）
  - 杨显之（最高人民法院审判员）

中央决定由最高人民检察院、中国人民解放军军事检察院、最高人民法院、中国人民解放军军事法院、中华人民共和国司法部一同搞好起诉、审判工作。鉴于远东国际军事法庭审判了日本甲级战犯，南京军事法庭审判了冈村宁次、今井武夫等战犯，但都未突出日本侵略中国东北的罪行，因此中央决定这次审判的重点是日本对中国东北全面侵略的战争罪行。
遵照《决定》，最高人民检察院决定将45名罪行严重的战犯，依据所犯罪行性质，分作四案提起公诉：武部六藏、古海忠之28人案，铃木启久8人案，城野宏8人案，富永顺太郎一案。其中，武部六藏、古海忠之28人案的案情最重、人数最多，被定为第一案。彭真多次主持研究起诉书制作，中央明确指示不用苏联的起诉书格式，仍用中国革命根据地一贯采用的起诉书格式。经中央领导直接指导，六易其稿，形成十多万字的起诉书送审稿。不久，中共中央办公厅通知将各案的起诉书送审稿送往东交民巷台基厂，在彭真家审定，相关人员一同前往。其中，第一案放到最后研究。贾潜庭长率最高人民法院、军事法院相关人员，李甫山率最高人民检察院、军事检察院相关人员，来到彭真家。当夜，周恩来夜审送审稿，次日上午审完。周恩来还提议请语言学家吕叔湘为送审稿文字把关。

## 审判
1956年4月，根据《决定》，中华人民共和国最高人民法院成立“中华人民共和国最高人民法院特别军事法庭”。
1956年5月1日，最高人民检察院检察长张鼎丞签发《对在日本侵略中国战争期间犯有各种罪行的铃木启久、富永顺太郎、城野宏、武部六藏等45名战争犯罪案起诉决定书》，并批准上述四案起诉书，向中华人民共和国最高人民法院特别军事法庭提起公诉。最高人民法院特别军事法庭受理了最高人民检察院提起公诉的四案，并且分四案审理。

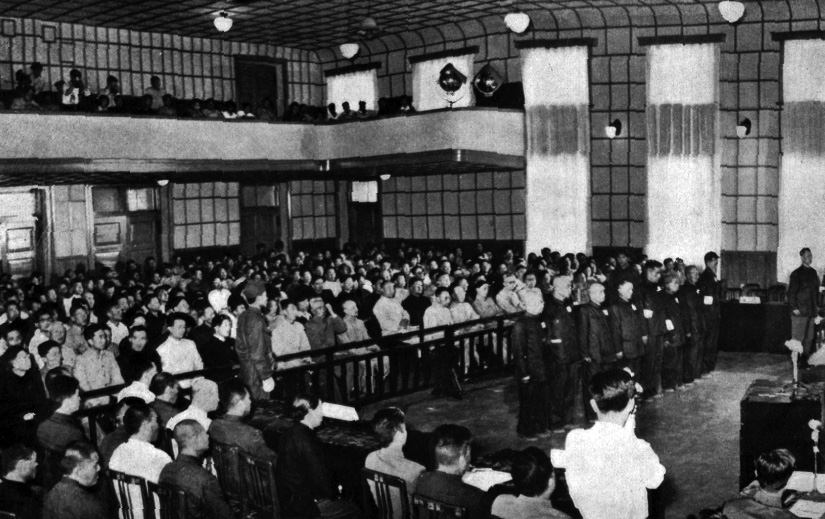
6月9日开庭

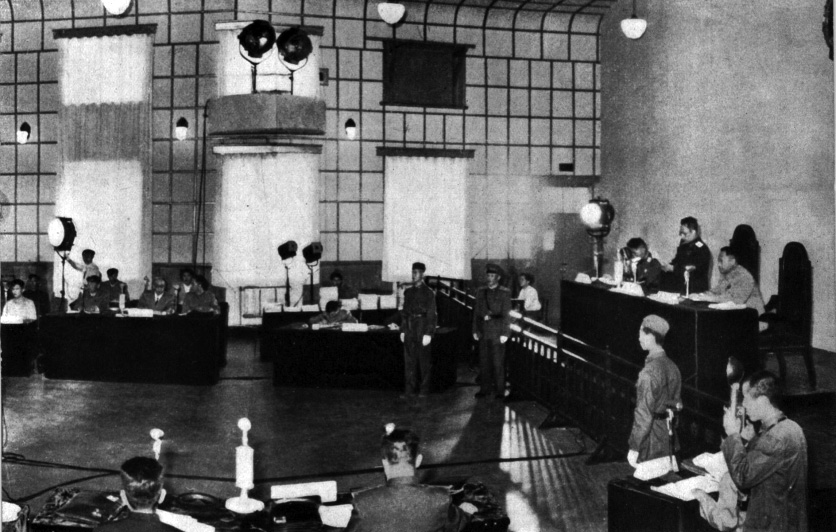

1956年6月至7月间，中华人民共和国最高人民法院特别军事法庭分别在山西省太原市和辽宁省沈阳市两地开庭，审判45名在抗日战争中犯有罪行的日本战犯（1956年6月9日至6月20日，对涉及铃木启久、富永顺太郎、城野宏等三个案件的17名日本战犯进行了审判。1956年7月1日至7月20日，开庭公审了武部六藏、古海忠之等28名日本战犯）。其中，包括日军中将师团长铃木启久、伪满洲国国务院总务长官武部六藏等36名战犯在沈阳市接受审判，沈阳市是此次审判的主审地。
1956年6月9日至6月19日，特别军事法庭在沈阳举行第一次审判，审理了日本侵华战争犯罪军事案（铃木启久8人案）。审判长袁光，审判员张向前、牛步东，国家公诉人为首席检察员王之平及检察员权维才、田志洪、王宝祺，辩护人为律师徐平、王敏求、孙仆、邓毅、韩凤路。受审的8名战犯有：前日本陆军中将师团长铃木启久、藤田茂、佐佐真之助，少将旅团长上坂胜、长岛勤，大佐联队长船木健次郎，少佐支队长神原秀夫，中尉情报主任鹈野晋太郎。根据920人的控诉、836人的证词、266人的检举事实，8名战犯供认在侵华战争期间的犯罪事实。6月19日，法庭对8名被告宣判，分别判处有期徒刑13年至20年。其中铃木启久被判处有期徒刑20年，后于1963年4月被提前释放。
1956年6月10日至6月19日，特别军事法庭在太原举行第一次审判，审理了日本侵华战争犯罪华北特务案（前日本特务富永顺太郎一案）。审判长朱耀堂，审判员殷建中、张剑，国家公诉人为检察员丁明，辩护人为律师王乃堂、倪彬彬。6月19日，判处被告富永顺太郎有期徒刑20年。
1956年6月12日至6月20日，特别军事法庭在太原举行第二次审判，审理了日本侵华战争犯罪山西反革命案（城野宏8人案）。审判长朱耀堂，审判员郝绍安、张剑，国家公诉人为首席检察员井助国及检察员黄泽湘、郭轩、张焕新，辩护人为律师冀贡泉、王克勤、崔玉华、何士英、黄文忠、梁振寰。受审的8名战犯有：城野宏、相乐圭二、菊地修一、永富博之、住冈义一、大野泰治、笠实、神野久吉。6月20日，判处城野宏等8人有期徒刑8年至18年。
1956年7月1日至7月20日，特别军事法庭在沈阳举行第二次审判，审理了武部六藏、古海忠之28人案。审判长贾潜，审判员杨显之、王许生，国家公诉人为首席检察员李甫山及检察员曹振辉、胡春雨、李放、郭春来、毛志奇、高正权、孟武楼、李瑛、王志武，辩护人为律师关梦觉、赵敬文、李式一、唐豪、关西藩、邓毅、祁仲伟、陈芬辉、习瑞安、张世铮、李长太、韩凤路、毛文明、倪彬彬、孙蓉珠、孙朴、廉希圣、胡金魁、王化然。受审的28名战犯有：武部六藏、古海忠之、齐藤美夫、中井久二、三宅秀也、横山光彦、杉原一策、佐古龙祐、原弘志、岐部与平、今吉均、宇津木孟雄、田井久二郎、木村光明、岛村三郎、鹿毛繁太、筑谷章造、吉房虎雄、柏叶勇一、藤原广之进、上坪铁一、蜂须贺重雄、堀口正雄、野崎茂作、沟口嘉夫、志村行雄、小林喜一、西永彰治。其中，伪满洲国总务厅长官武部六藏、古海忠之罪行最重；岐部与平推行“粮谷出荷”政策以及毒化、劳务和《国兵法》等政策法令；伪满洲国锦州司法矫正总局局长中井久二制订《保安矫正法》，在哈尔滨、沈阳、齐齐哈尔等地建立14所“矫正辅导院”和130所监狱，捕押抗日军民20多万人，屠杀和迫害致死者7万多人。7月20日，判处武部六藏、古海忠之等28人有期徒刑12年至20年。其中判处武部六藏有期徒刑20年，古海忠之有期徒刑18年，岐部与平有期徒刑15年，中井久二有期徒刑18年。法庭最后审问了被告人三宅秀也、佐古龙祐、原弘志、今吉均、田井久二郎、岛村三郎、鹿毛繁太、筑谷章造、柏叶勇一、蜂须贺重雄、野崎茂等日伪警官，判处有期徒刑12年至18年。
两地审判均为终审判决，刑期自1945年战败被关押之时起算。

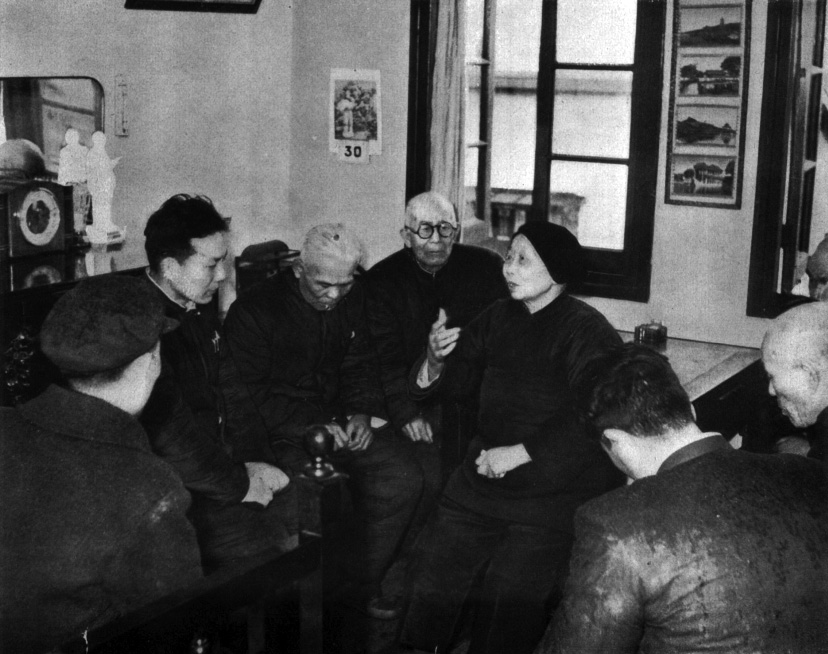
日本战争分子在关押期间去上海访问。战犯们对受害的上海市民的母亲表示悔罪。

作为公诉人亲历此次审判的郭春来（原辽宁省人民检察院副院长）回忆道，此次审判每一个战犯都对自己的战争罪行供认不讳，甚至有人痛哭流涕地跪倒请求严惩自己。由于中华人民共和国的宽大处理，对这些日本战犯一个不杀，这些日本战犯回到日本之后成立了“中国归还者联络会”，积极推动中日友好。
在最高人民法院特别军事法庭在沈阳和太原开庭审理主要日本战争犯罪分子的同时，最高人民检察院对次要或悔罪较好的1017名日本战争犯罪分子，分别于1956年6月21日、7月18日、8月21日分三批给予“从宽处理，免予起诉，即行释放”。《免予起诉决定书》由最高人民检察院检察长张鼎丞签署，并且指定检察员王之平、井助国、冯荣昌向被免予起诉的战争犯罪分子集体宣布。至此，在押1062名日本战争犯罪分子已由中国政府全部处理完毕。
1959年12月，岛村三郎、岐部与平、长岛勤一起提前获释，回到日本。

## 沈阳旧址
旧址位于辽宁省沈阳市皇姑区黑龙江街77号。在该军事法庭旧址的基础上，于2014年建成并开放了“中国（沈阳）审判日本战犯特别军事法庭旧址陈列馆”，作为沈阳九一八历史博物馆的分展馆。
在审判日本战犯结束之后，1956年9月，沈阳特别军事法庭的建筑被交回沈阳市。1957年，沈阳市将其改建成北陵电影院。1996年6月9日，在此次审判四十周年之际，沈阳市人民政府将北陵电影院确定为“审判日本战犯特别军事法庭旧址”，并在电影院门前右侧悬挂了一块牌匾，上面写有：

审判日本战犯特别军事法庭旧址

1956年6月9日－7月20日

根据1956年4月《全国人民代表大会常务委员会关于处理在押日本侵略中国战争中犯罪分子的决定》，1956年6月9日至7月20日，最高人民法院特别军事法庭分别在沈阳、太阳两地对铃木启久、富永顺太郎、城野宏、武部六藏等四个案件的45名日本战犯进行了审判。1956年6月9日上午8时30分，沈阳特别军事法庭正式开庭，对日本前陆军中将师团长铃木启久等8名主要战犯进行审判。这是中国人民自1840年鸦片战争以来第一次在中国的土地上，由中国人担任审判官，不受任何外来干扰审判外国侵略者，是当时发生在中国大地上令世界瞩目的大事。
沈阳市人民政府立

一九九六年六月九日
1996年7月17日，沈阳市人民政府将北陵电影院作为“审判日本战犯特别军事法庭旧址”公布为沈阳市文物保护单位。1996年，沈阳市有意将北陵电影院转为文博单位，还派文物部门搜集了大批当年审判时的实物及影像资料，又采访了当年的审判长。但该电影院最终仍未能转为文博单位，文物部门搜集的上述资料多年存放在沈阳市文物局的仓库。
2002年底，由于消防检查未合格，北陵电影院停业。经过多次呼吁，2006年，国家有关部门批复沈阳审判日本战犯特别军事法庭旧址的修复改造计划，决定投资1240万元人民币进行修复改造。2009年，国家发改委下拨的300万元人民币到账，但地方政府的配套资金迟迟没有，再加上手续繁杂，导致修复改造工作从2006年开始一直陷于停顿。2010年，具体负责修复改造工程的沈阳九一八历史博物馆完成了旧址的陈列大纲、布展方案、建筑修复方案等，并继续制定安全防卫改造方案、消防改造方案、配套设施建设方案。2011年，该旧址的产权由沈阳市电影公司移交给沈阳九一八历史博物馆。
2012年，延迟多年的旧址修复改造工程终于开工，2014年完工。2014年5月18日，暨第38个国际博物馆日，沈阳市官方在旧址举办纪念活动，并为“中国（沈阳）审判日本战犯特别军事法庭旧址陈列馆”揭牌，该馆正式开馆。
旧址二层小楼的楼顶覆盖金色琉璃瓦，小楼的室内装饰尽量复原当年审判时的场景。特别军事法庭内摆放人物蜡像，复原当年日本战犯接受审判的场景。陈列馆内还首度播放了一段30分钟的审判历史影像，包括日本战犯当年在审判现场下跪谢罪的影像。

## 太原旧址
设在太原市的人民大礼堂主楼内。今为太原市迎泽区纯阳宫21号的山西饭店。建筑物旧址（即旧主楼）已被拆除。
旧址前身是民国三年（1914年）山西督军阎锡山出资建立的“自省堂”，康有为题写匾额，该建筑是党政要员、社会名流在太原下榻的首选之地，周恩来、蒋介石、宋美龄、孔祥熙、徐志摩、泰戈尔等人都曾在此下榻。1950年，自省堂拆除，原址建成“人民大礼堂”。此后，它先后接待过朝鲜友好代表团、苏联专家、山西省第一届党代会、人民代表大会、政协、妇联会。1978年11月更名为省政府第三招待所。1981年5月更名为文瀛饭店。1985年拆除旧主楼（北楼）兴建新主楼，1986年1月1日更名为山西饭店，由彭真（全国人大常委会委员长）题写“山西饭店”。2012年，山西饭店升级改造。
山西饭店位于太原市五一广场西北侧。北面及西面靠近文瀛公园（原名“人民公园”），南临纯阳宫。该饭店隶属山西省人民政府机关事务管理局。